# Чикагский культурный центр

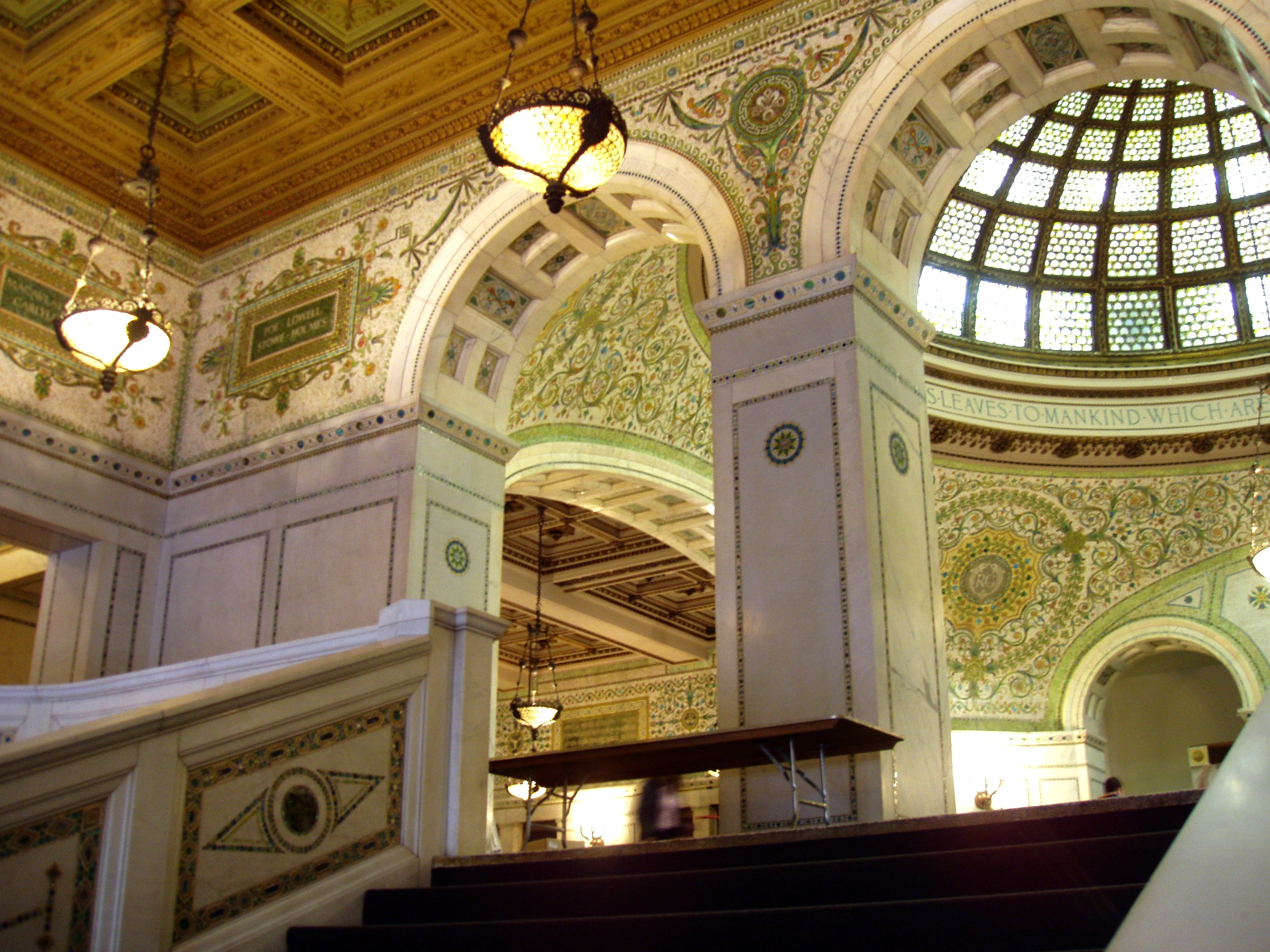
Главная лестница и зал Престон Брэдли с куполом Тиффани

Чикагский культурный центр (англ. Chicago Cultural Center)  — одна из достопримечательностей Чикаго, штат Иллинойс. Здание, открытое в 1897 году, использовалось для официальных приёмов мэром Чикаго президентов, королевских семей, дипломатов и других общественных деятелей. Первоначально центр был построен как публичная библиотека, а позже она была преобразована в художественный и культурный центр по инициативе Луи Вейсберга. Позже для библиотеки в 1991 году было построено другое здание.
Здание располагается в деловом районе Чикаго Луп на пересечении Вашингтон-стрит и Мичиган-авеню возле «Миллениум-парка».
Чикагский культурный центр является одним из наиболее часто посещаемых мест в городе благодаря бесплатным мероприятиям c живой музыкой,  в нем также проходят танцевальные и театральные представления, показ фильмов, выставки и лекции. Каждый год центр предлагает больше 1000 программ и выставок, охватывающих широкий спектр исполнительского, визуального и литературного искусства.
Согласно исследованиям газеты Crain's Chicago Business, Чикагский культурный центр является пятым по посещаемости местом в Чикаго с 821 000 посетителями в год.

## Архитектура
На первом этаже располагается туристический центр Чикаго, где можно получить бесплатную информацию о событиях, выставках, музеях и культурных мероприятиях в городе и окрестностях. В зале Престон Брэдли, расположенном в южной части здания, любой посетитель может послушать концерты живой музыки, а также полюбоваться на самый большой в мире витражный купол от Тиффани. Этот витражный купол радиусом 38 футов состоит приблизительно из 30 000 кусочков стекла. В центре купола изображены знаки зодиака. Рисунок основной части купола напоминает рыбью чешую. В 2007 году на реконструкцию купола было потрачено 2,2 млн долларов, и 1-го июля обновленный зал Престон Брэдли был снова открыт для посетителей.